# Lia-Mara Bösch
Lia-Mara Bösch (ur. 3 września 1994) – szwajcarska snowboardzistka, specjalizująca się w konkurencjach Big Air i slopestyle. W 2015 roku wystartowała na mistrzostwach świata w Kreischbergu, gdzie zajęła piąte miejsce w Big Air i 22. miejsce w slopestyle’u. W zawodach Pucharu Świata zadebiutowała 20 lutego 2015 roku w Stoneham, zajmując drugie miejsce w Big Air. Tym samym już w swoim debiucie nie tylko wywalczyła pierwsze pucharowe punkty, ale od razu stanęła na podium. W klasyfikacji generalnej sezonu 2014/2015 zajęła ostatecznie dziewiętnaste miejsce, a w klasyfikacji Big Air była czwarta. Nie startowała na igrzyskach olimpijskich.

## Osiągnięcia

### Mistrzostwa świata
| Miejsce | Dzień       | Rok  | Miejscowość | Konkurencja | Zwycięzca       |
| ------- | ----------- | ---- | ----------- | ----------- | --------------- |
| 22.     | 21 stycznia | 2015 | Kreischberg | Slopestyle  | Miyabi Onitsuka |
| 5.      | 24 stycznia | 2015 | Kreischberg | Big air     | Elena Könz      |

### Puchar Świata

#### Miejsca w klasyfikacji generalnej AFU
- sezon 2014/2015: 19.
- sezon 2017/2018: 50.
- sezon 2018/2019: 31.

#### Miejsca na podium w zawodach
1. Stoneham – 20 lutego 2015 (Big Air) – 2. miejsce